# Trachurus longimanus
Trachurus longimanus är en fiskart som först beskrevs av Norman, 1935.  Trachurus longimanus ingår i släktet Trachurus och familjen taggmakrillfiskar. Inga underarter finns listade i Catalogue of Life.